# 275264 Krisztike
275264 Krisztike è un asteroide della fascia principale. Scoperto nel 2010, presenta un'orbita caratterizzata da un semiasse maggiore pari a 3,1739485 UA e da un'eccentricità di 0,0574429, inclinata di 10,03513° rispetto all'eclittica.
L'asteroide è dedicato a Kristina Kürtiova, figlia dello scopritore.